# Kamelinia
Kamelinia es un género de plantas herbáceas perteneciente a la familia de las apiáceas.  Comprende 2 especies descritas.

## Taxonomía
El género fue descrito por F.O.Khass. & I.I.Malzev y publicado en Uzbekskii Biologicheskii Zhurnal 1992(2): 50. 1992.

## Algunas especies
A continuación se brinda un listado de las especies del género Kamelinia descritas hasta julio  de 2013, ordenadas alfabéticamente. Para cada una se indica el nombre binomial seguido del autor, abreviado según las convenciones y usos.
- Kamelinia kopetdagensis (Korovin) F. Khassanov & I.I. Malzev
- Kamelinia tianschanica F.O.Khass. & I.I.Malzev